# 미드나이트, 텍사스
《미드나이트, 텍사스》(영어: Midnight, Texas)는 2017년부터 2018년까지 방영된 미국의 텔레비전 드라마이다.